# Dre'Mont Jones
Dre'Mont Jones (Cleveland, 5 gennaio 1997) è un giocatore di football americano statunitense che milita nel ruolo di defensive end per i Tennessee Titans della National Football League (NFL).

## Carriera

### Denver Broncos

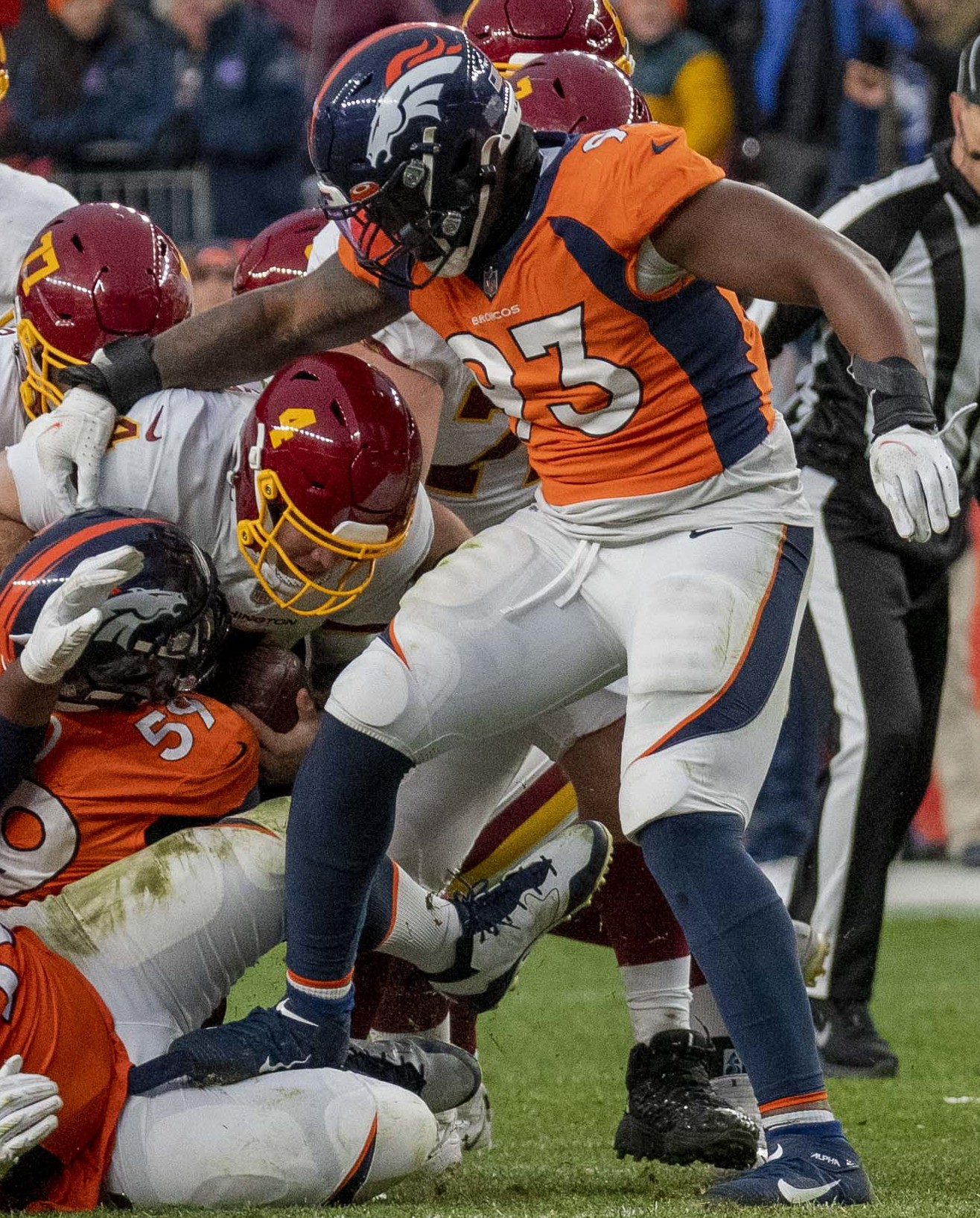
Jones nel 2021 con i Broncos

Jones fu scelto nel corso del terzo giro (71º assoluto) del Draft NFL 2019 dai Denver Broncos. Debuttò come professionista subentrando nella gara del secondo turno contro i Chicago Bears senza fare registrare alcuna statistica. Il primo sack in carriera lo mise a segno su Kirk Cousins nella settimana 11 contro i Minnesota Vikings. Nella settimana 13, contro i Los Angeles Chargers, fece registrare il suo primo intercetto in carriera ai danni del quarterback Philip Rivers. Contro i Detroit Lions nella settimana 16, concluse la partita con 2,5 sack sul quarterback avversario venendo nominato giocatore difensivo della AFC della settimana. Concluse la stagione da rookie giocando 14 partite, mettendo a segno 14 tackle, 3,5 sack e un intercetto.
Il 22 settembre 2020 Jones fu inserito in lista infortunati per un problema a un ginocchio. Tornò nel roster attivo il 24 ottobre. Nella settimana 7 contro i Kansas City Chiefs fece registrare il primo sack stagione su Patrick Mahomes nella sconfitta per 43–16.
Nell'ottavo turno della stagione 2022 Jones fu premiato per la seconda volta in carriera come difensore della AFC della settimana dopo avere fatto registrare 7 placcaggi (di cui 3 con perdita di yard) e un sack nella vittoria sui Jacksonville Jaguars nella gara disputata a Londra.

### Seattle Seahawks
Il 13 marzo 2023 Jones firmó un contratto triennale con i Seattle Seahawks del valore di 51 milioni di dollari. Nella settimana 16 mise a segno un sack fondamentale nell'ultimo drive dei Tennessee Titans su Ryan Tannehill, consentendo alla sua squadra di rimanere in vantaggio e andare a vincere per 20-17.
Il 5 marzo 2025 Jones fu svincolato.

### Tennessee Titans
Il 12 marzo 2025 Jones firmò un contratto di un anno del valore di 10 milioni di dollari con i Tennessee Titans.

## Palmarès
- Difensore della AFC della settimana: 2

16ª del 2019, 8ª del 2022